# Сітора (футбольний клуб, Душанбе)
Футбольний клуб «Сітора» (Душанбе) або просто «Сітора» (тадж. Клуби футболи «Ситора» (Душанбе)) — таджицький професіональний футбольний клуб з міста Душанбе. Занований 1990 року, розформований 1997 року.

## Історія
Команда мала недовгу, але яскраву історію.
У 1992 році дебютувала в незалежному чемпіонаті Таджикистану, посівши лише 10-те місце. Однак уже в 1993 році команда зробила дубль — виграла чемпіонат, випередивши «Памір» і виграла Кубок Таджикистану.
Успіх у чемпіонаті вдалося повторити і в 1994 році. Потім в 1995—1996 роках команда була серед  призерів.
1997 рік виявився останнім роком існування клубу — через фінансові проблеми команда розпалася і знялася з чемпіонату.

## Досягнення
- Чемпіонат Таджикистану
  -  Чемпіон (2): 1993, 1994
  -  Срібний призер (1): 1996
  -  Бронзовий призер (1): 1995

- Кубок Таджикистану
  -  Володар (1): 1993

## Статистика виступів у національних турнірах
| Сезон | Ліга | Ліга | Ліга | Ліга | Ліга | Ліга | Ліга | Ліга | Ліга | Кубок Таджикистану | Бомбардир | Бомбардир | Тренер |
| Сезон | Див. | Міс. | Іг.  | В    | Н    | П    | ЗМ   | ПМ   | О    | Кубок Таджикистану | Ім'я      | В лізі    | Тренер |
| ----- | ---- | ---- | ---- | ---- | ---- | ---- | ---- | ---- | ---- | ------------------ | --------- | --------- | ------ |
| 1992  | 1-ий | 10   | 20   | 3    | 3    | 14   | 11   | 31   | 12   |                    |           |           |        |
| 1993  | 1-ий | 1    | 30   | 27   | 1    | 2    | 66   | 22   | 55   | Переможець         |           |           |        |
| 1994  | 1-ий | 1    | 30   | 21   | 5    | 4    | 51   | 17   | 47   |                    |           |           |        |
| 1995  | 1-ий | 3    | 28   | 17   | 1    | 10   | 57   | 34   | 52   |                    |           |           |        |
| 1996  | 1-ий | 2    | 30   | 22   | 5    | 3    | 94   | 21   | 71   |                    |           |           |        |
| 1997  | 1-ий | 7    | 24   | 10   | 7    | 7    | 43   | 38   | 37   |                    |           |           |        |

## Статистика виступів на континентальних турнірах
| 1994–95 | Кубок чемпіонів Азії | Попередній раунд | Нефтчі (Фергана)   | 0–3 |
| 1994–95 | Кубок чемпіонів Азії | Попередній раунд | Копетдаг (Ашгабат) | 1–7 |
| 1994–95 | Кубок чемпіонів Азії | Попередній раунд | Ансат (Павлодар)   | 0–4 |
| 1994–95 | Кубок чемпіонів Азії | Попередній раунд | Алга (Бішкек)      | 3–1 |

## Відомі футболісти
- Алішер Тухтаєв
- Рахматулло Файзулов
- Нажметдін Толібов
- Амоншо Содатсайров
- Рустам Ходжаєв
- Хікмат Файзулов